# Bougainvillia balei
Bougainvillia balei is een hydroïdpoliep uit de familie Bougainvilliidae. De poliep komt uit het geslacht Bougainvillia. Bougainvillia balei werd in 1924 voor het eerst wetenschappelijk beschreven door Stechow. 